# بخش پوری گرهوال
بخش پوری گرهوال (هندی: पौड़ी गढ़वाल ज़िला، انگلیسی: Pauri Garhwal district)، یا کیدارکهند (هندی: केदारखण्ड، انگلیسی: Kedarkhand) یک بخش در هند است که در اوتاراکند واقع شده‌است. بخش پوری گرهوال ۵٬۳۹۹ کیلومتر مربع مساحت و ۶۹۷٬۰۷۸ نفر جمعیت دارد.